# Mazeppa (Sinfonische Dichtung)

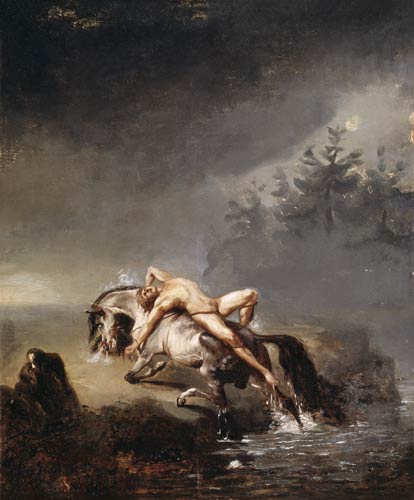
Mazeppa auf seinem Pferd, Darstellung von Horace Vernet

Mazeppa, Symphonische Dichtung Nr. 6, ist ein Werk für Orchester von Franz Liszt. Es geht auf ein Gedicht von Victor Hugo zurück und verarbeitet musikalisches Material aus Liszts früherer vierter Etude d’exécution transcendante. Das Werk entstand 1850 in Liszts Zeit als Weimarer Hofkapellmeister; es wurde am 16. April 1854 uraufgeführt. Die Aufführungsdauer beträgt in etwa 16 Minuten.
Das Programm beschreibt die Geschichte des Iwan Masepa, kurz als Mazeppa bezeichnet. Weil der ehemalige Page wegen eines Verhältnisses mit einer Magnatengattin verurteilt wurde, ist er Rücken auf Rücken auf einem Pferd festgebunden, das durch die Steppe rast; dadurch soll er an Auszehrung und Erschöpfung sterben. Nach einigen Tagen stirbt das Pferd, und auch Mazeppa sieht sich dem Tode nahe, als er die Vision des siegenden Kosakenvolks hat. In der Tat wird er bald von Kosaken aufgefunden, die ihn mit in die Ukraine nehmen. Entsprechend ist die ausdrucksvolle und tonmalerische musikalische Gestaltung auch nicht durchgängig von der Wildheit des Ritts geprägt, der am Anfang zu hören ist, sondern besitzt ebenfalls einen langsamen, besinnlichen und visionären Mittelteil. Gegen Ende erklingt ein durch Fanfaren eingeleiteter Kosakenmarsch, der die Rettung durch das Heer und das glorreiche Ende symbolisiert.